# Saturnia pokomae
Saturnia pokomae är en fjärilsart som beskrevs av Bang-haas 1927. Saturnia pokomae ingår i släktet Saturnia och familjen påfågelsspinnare. Inga underarter finns listade.